# TSG 1899 Hoffenheim
TSG 1899 Hoffenheim is een Duitse sportvereniging uit Hoffenheim (stadion in Sinsheim), in de deelstaat Baden-Württemberg. Het voetbalelftal speelde in het seizoen 2001/2002 voor het eerst in de Regionalliga Süd, toen het derde niveau in Duitsland. In 2007 werd promotie naar de 2. Bundesliga behaald.
In het seizoen 2007-2008 werd op de laatste speeldag, na een 5-0 tegen SpVgg Fürth, wederom promotie veilig gesteld, ditmaal naar de 1. Bundesliga. Naast voetbal is er een turn- en atletiekafdeling. De clubkleuren van TSG Hoffenheim zijn blauw-wit.

## Geschiedenis
De vereniging werd op 1 juli 1899 als Turnverein Hoffenheim opgericht. Na het samensmelten van de turnvereniging en de voetbalvereniging in het jaar 1945 ontstond TSG Hoffenheim. De volledige naam luidt Turn- und Sportgemeinschaft 1899 Hoffenheim e.V.
De sportieve opmars van de club begon in 1990, toen men nog in de A-Klasse uitkwam (een lagere amateurdivisie), en is nauw verbonden met Dietmar Hopp, een van de grondleggers van het softwarebedrijf SAP, die in zijn jeugd voor TSG speelde en de vereniging financieel ondersteunt. Na meerdere promoties in de Bezirks-, Landes- en Verbandsliga werd de club in het seizoen 2000/2001 als debutant kampioen in de Oberliga Baden-Württemberg. Vanaf dat moment speelde de vereniging in de Regionalliga Süd.
In het seizoen 2003/2004 bereikte de club de kwartfinale van de DFB-Pokal, waarin men het onderspit delfde tegen VfB Lübeck. Daarvoor had men het sterke Bayer 04 Leverkusen uit de Bundesliga uitgeschakeld.
Voor het seizoen 2006/2007 werd Ralf Rangnick als trainer van TSG met een 5-jarig contract vastgelegd. Hij moest de verdere ontwikkeling van de club en de gewenste promotie naar de 2. Bundesliga forceren. Op 5 mei 2007 promoveerde TSG Hoffenheim naar de 2. Bundesliga. De club won die dag voor ruim 3.000 toeschouwers met 4-0 van Sportfreunde Siegen en werd na SV Wehen Wiesbaden de tweede promovendus.
In het seizoen 2007-2008 speelde de club al gelijk mee in de top van de 2. Bundesliga en promoveerde op 18 mei 2008 naar de Bundesliga.
De club begon het debuut in de 1. Bundesliga 2008-2009 uitstekend: na 17 duels stond de club gedeeld eerste met 35 punten. De tweede helft van het seizoen verliep echter minder, zeker na het verlies van clubtopscorer Ibisevic, die ernstig geblesseerd raakte.
Na een kleine inhaalslag in de laatste wedstrijden eindigde de club nog knap op de 7e positie in de eindranglijst.

## Stadion

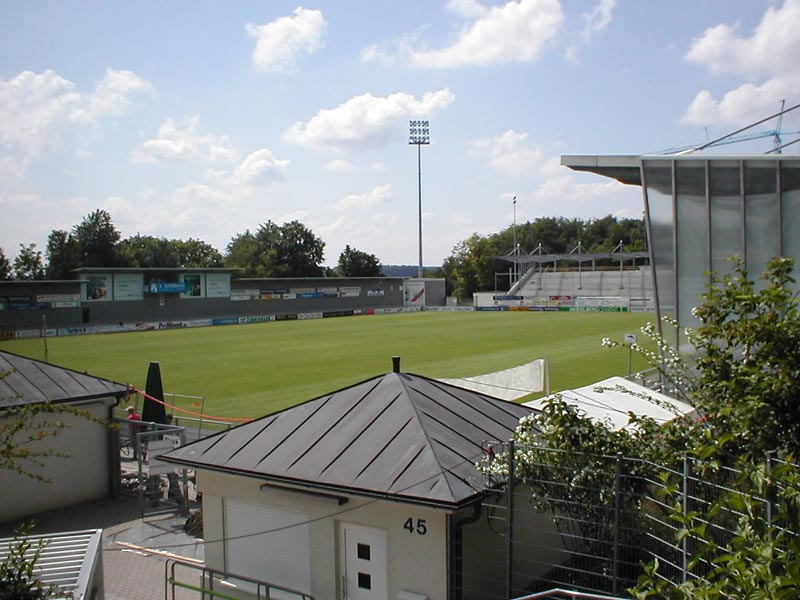
Het Dietmar-Hopp-Stadion

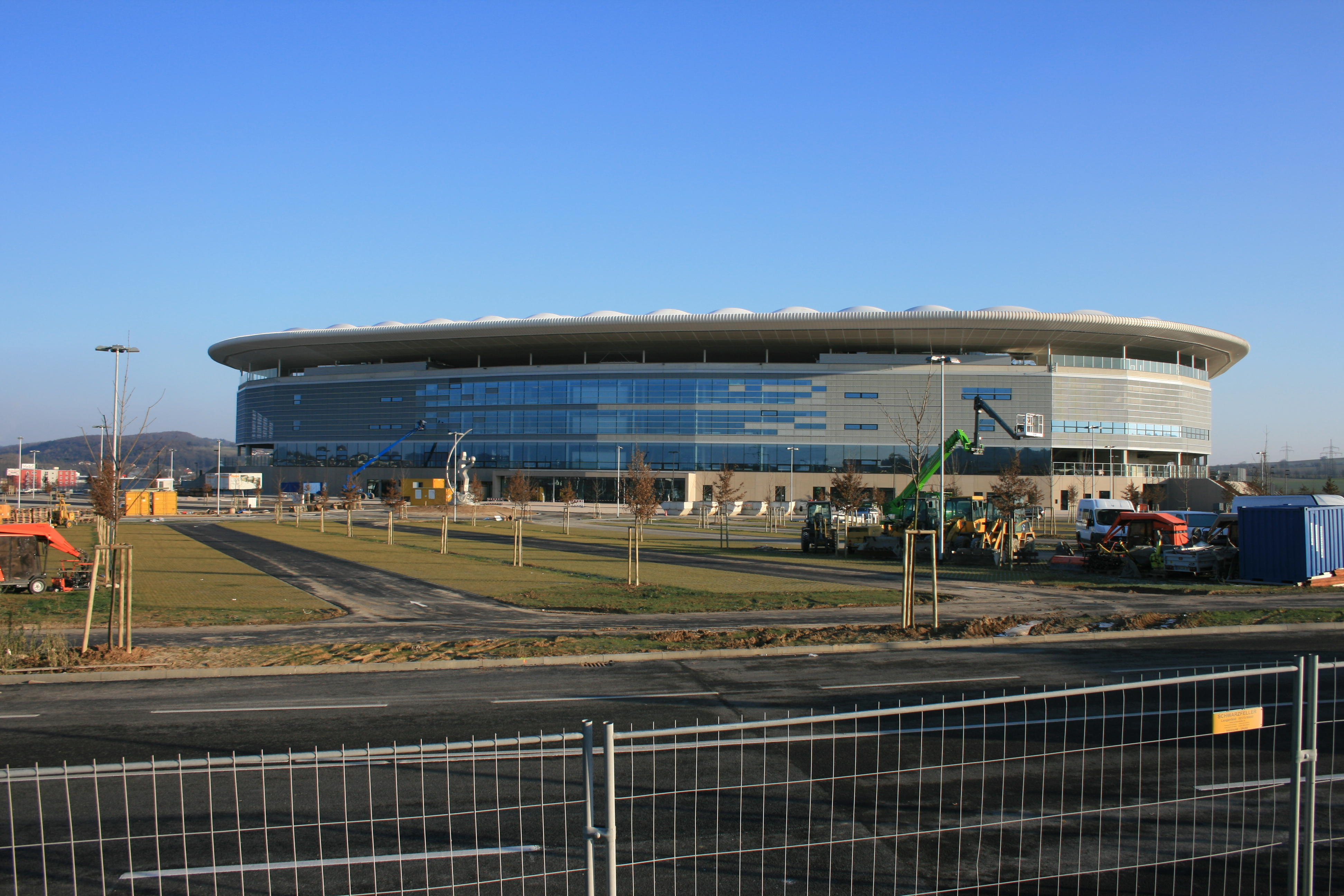
Rhein-Neckar-Arena

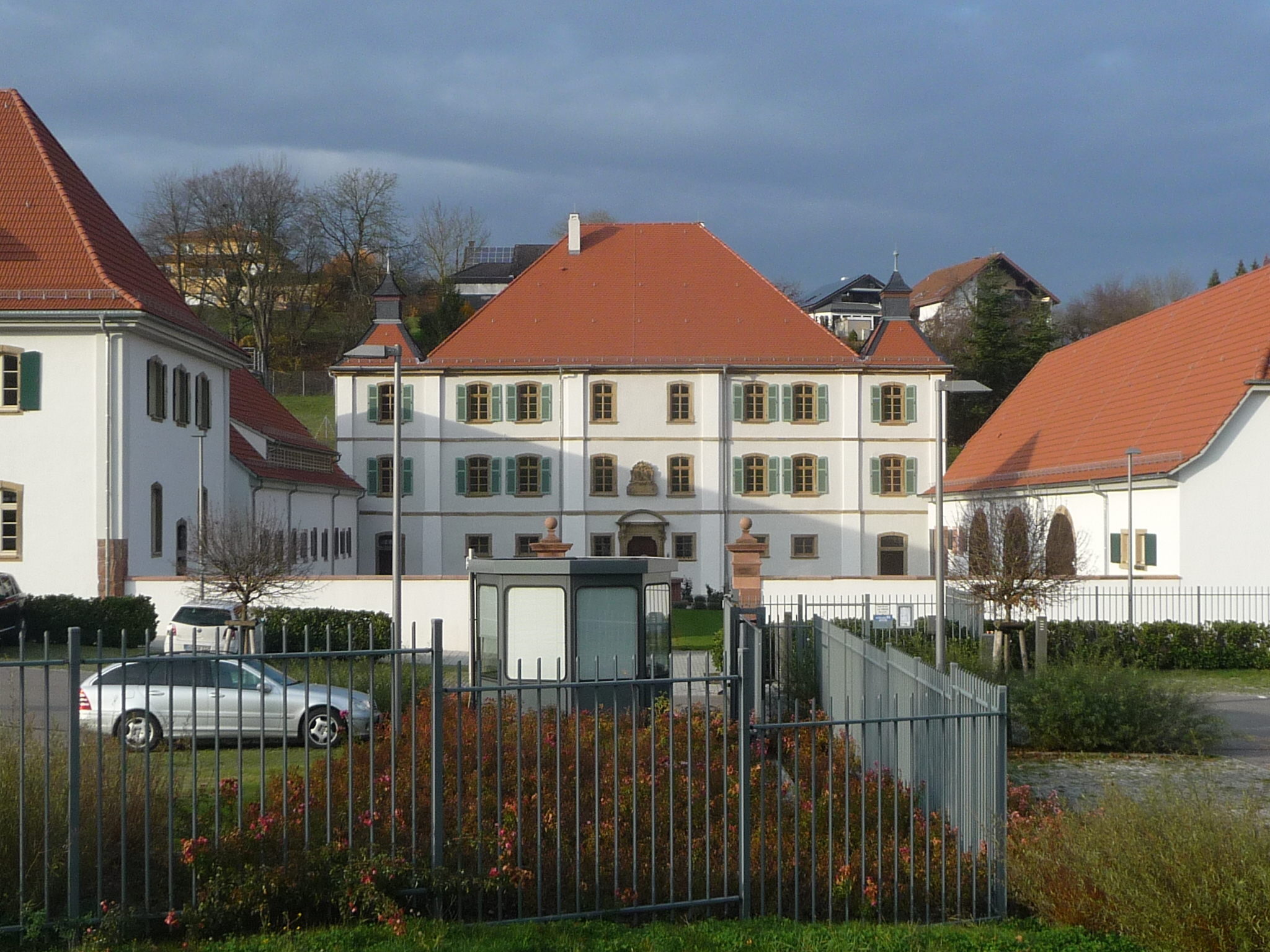
Kasteel Agnestal, Zuzenhausen, na de renovatie in 2009
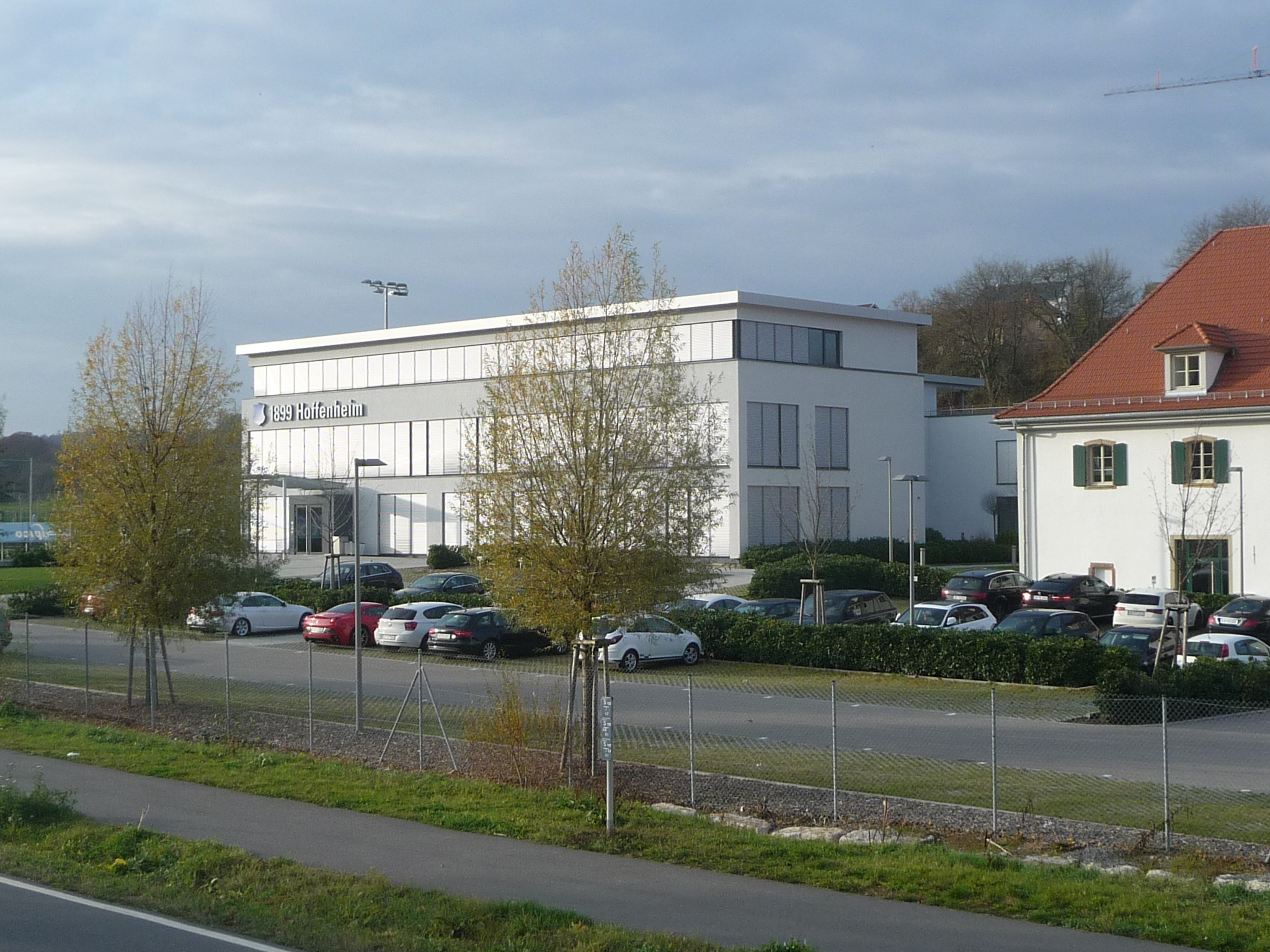
Kantoorgebouw van de voetbalclub achter het kasteel

De club speelde vóór de promotie naar de Bundesliga zijn thuiswedstrijden in het Dietmar-Hopp-Stadion, dat in 1999 verbouwd werd. Het bood plaats aan 5.000 toeschouwers, maar werd na de promotie naar de tweede Bundesliga aangepast, waarbij de capaciteit werd uitgebreid naar 6.350 plaatsen. Met de promotie naar de eerste Bundesliga had de club behoefte aan een groter stadion. In afwachting van een eigen nieuw stadion speelde Hoffenheim in het Carl-Benz-Stadion van Waldhof Mannheim. Het nieuwe stadion, de Rhein-Neckar-Arena, dat plaats biedt aan zo'n 30.000 toeschouwers, werd ingehuldigd in januari 2009. Dat stadion ligt in het nabijgelegen Sinsheim.
In 2008-2009 kreeg de club de beschikking over een trainingscentrum en een kantoorgebouw in en om kasteel Agnestal in het naburige Zuzenhausen.

## Erelijst
| Competitie                 | Aantal | Jaren                  |
| -------------------------- | ------ | ---------------------- |
| Oberliga Baden-Württemberg | 1x     | 2001                   |
| Verbandsliga Baden         | 1x     | 2000                   |
| Badischer Pokal            | 4x     | 2002, 2003, 2004, 2005 |

## Eerste elftal

### Selectie
| Nr.           | Naam                  | Nationaliteit         | Geb. datum | Sinds | Contract | Vorige club            |
| ------------- | --------------------- | --------------------- | ---------- | ----- | -------- | ---------------------- |
| Doelmannen    |                       |                       |            |       |          |                        |
| 1             | Oliver Baumann        | Duitsland             | 02-06-1990 | 2014  | 2024     | Freiburg               |
| 12            | Philipp Pentke        | Duitsland             | 01-05-1985 | 2019  | 2023     | Jahn Regensburg        |
| 36            | Nahue Noll            | Duitsland             | 17-03-2003 | 2021  | 2025     |                        |
| 37            | Luca Philipp          | Duitsland             | 28-11-2000 | 2020  | 2023     |                        |
| Verdedigers   |                       |                       |            |       |          |                        |
| 3             | Pavel Kadeřábek       | Tsjechië              | 25-04-1992 | 2015  | 2025     | Sparta Praag           |
| 4             | Ermin Bičakčić        | Bosnië en Herzegovina | 24-01-1990 | 2014  | 2023     | Eintracht Braunschweig |
| 5             | Ozan Kabak            | Turkije               | 25-03-2000 | 2022  | 2026     | Schalke 04             |
| 11            | Angeliño              | Spanje                | 04-01-1997 | 2022  | huur     | RB Leipzig             |
| 22            | Kevin Vogt            | Duitsland             | 23-09-1991 | 2016  | 2025     | Werder Bremen          |
| 23            | John Brooks           | Verenigde Staten      | 28-01-1993 | 2023  | 2024     | Benfica                |
| 24            | Justin Che            | Verenigde Staten      | 18-11-2003 | 2023  | 2023     | Dallas                 |
| 25            | Kevin Akpoguma        | Nigeria               | 19-04-1995 | 2013  | 2024     | Hannover 96            |
| 26            | Eduardo Quaresma      | Portugal              | 02-03-2002 | 2022  | 2023     | Sporting CP            |
| 34            | Stanley N'Soki        | Frankrijk             | 09-04-1999 | 2022  | 2027     | Club Brugge            |
| Middenvelders |                       |                       |            |       |          |                        |
| 6             | Grischa Prömel        | Duitsland             | 09-01-1995 | 2022  | 2026     | Union Berlin           |
| 8             | Dennis Geiger         | Duitsland             | 10-06-1998 | 2016  | 2023     |                        |
| 13            | Angelo Stiller        | Duitsland             | 04-04-2001 | 2021  | 2025     | Bayern München         |
| 14            | Christoph Baumgartner | Oostenrijk            | 01-08-1999 | 2019  | 2025     |                        |
| 16            | Sebastian Rudy        | Duitsland             | 28-02-1990 | 2021  | 2023     | Schalke 04             |
| 17            | Thomas Delaney        | Denemarken            | 03-09-1991 | 2023  | 2023     | Sevilla                |
| 20            | Finn Ole Becker       | Duitsland             | 08-07-2000 | 2022  | 2026     | St. Pauli              |
| 35            | Muhammed Damar        | Duitsland             | 09-04-2004 | 2022  | 2026     | Eintracht Frankfurt    |
| 39            | Tom Bischof           | Duitsland             | 28-07-2005 | 2021  | 2025     |                        |
| 40            | Umut Tohumcu          | Duitsland             | 11-08-2004 | 2023  | 2026     | SC Freiburg            |
| Aanvallers    |                       |                       |            |       |          |                        |
| 7             | Jacob Bruun Larssen   | Denemarken            | 19-09-1998 | 2020  | 2024     | Borussia Dortmund      |
| 9             | Ihlas Bebou           | Togo                  | 23-04-1994 | 2019  | 2026     | Hannover 96            |
| 10            | Munas Dabbur          | Israël                | 14-05-1992 | 2020  | 2024     | Sevilla                |
| 19            | Kasper Dolberg        | Denemarken            | 06-10-1997 | 2023  | 2023     | OGC Nice               |
| 27            | Andrej Kramarić       | Kroatië               | 19-06-1991 | 2016  | 2025     | Leicester City         |
| 29            | Robert Skov           | Denemarken            | 20-05-1996 | 2019  | 2024     | Kopenhagen             |
| 44            | Fisnik Asllani        | Duitsland             | 08-08-2002 | 2022  | 2024     |                        |

Laatste update: 06 februari 2023

### Staf
| Functie           | Naam                 | Sinds | Contract | Vorige club   |
| ----------------- | -------------------- | ----- | -------- | ------------- |
| Hoofdtrainer      | Pellegrino Matarazzo | 2023  | 2025     | Stuttgart     |
| Assistent-trainer | Frank Fröhling       | 2022  | 2024     | Paderborn     |
| Assistent-trainer | Benjamin Hübner      | 2024  |          |               |
| Assistent-trainer | Michael Kammermeyer  | 2023  | 2025     | Stuttgart     |
| Assistent-trainer | Darius Scholtysik    | 2022  | 2024     | Zurich        |
| Keeperstrainer    | Alexander Stolz      | 2023  | 2025     | Hoffenheim II |

Laatste update: 14 juni 2024

## Overzichtslijsten
| Niveau | Aantal | Periode (1976-2026)             |
| ------ | ------ | ------------------------------- |
| I      | 18     | 2008-....                       |
| II     | 1      | 2007-2008                       |
| III    | 6      | 2001-2007                       |
| IV     | 1      | 2000-2001                       |
| V      | 6      | 1992-1994, 1996-2000            |
| VI     | 4      | 1988-1989, 1991-1992, 1994-1996 |
| VII    | 7      | 1983-1988, 1989-1991            |
| VIII   | 7      | 1976-1983                       |

### Eindklasseringen sinds 1997
- 1997 9e
Verbandsliga
- 1998 3e
Verbandsliga
- 1999 2e
Verbandsliga
- 2000 1e
Verbandsliga
- 2001 1e
Oberliga
- 2002 13e
Regionalliga
- 2003 5e
Regionalliga
- 2004 5e
Regionalliga
- 2005 7e
Regionalliga
- 2006 4e
Regionalliga
- 2007 2e
Regionalliga
- 2008 2e
2. Bundesliga
- 2009 7e
Bundesliga
- 2010 11e
Bundesliga
- 2011 11e
Bundesliga
- 2012 11e
Bundesliga
- 2013 16e
Bundesliga
- 2014 9e
Bundesliga
- 2015 8e
Bundesliga
- 2016 15e
Bundesliga
- 2017 4e
Bundesliga
- 2018 3e
Bundesliga
- 2019 9e
Bundesliga
- 2020 6e
Bundesliga
- 2021 11e
Bundesliga
- 2022 9e
Bundesliga
- 2023 12e
Bundesliga
- 2024 7e
Bundesliga
- 2025 15e
Bundesliga

- Niveau 1
- Niveau 2
- Niveau 3
- Niveau 4
- Niveau 5

| Legenda niveautijdlijn | Legenda niveautijdlijn      | Legenda niveautijdlijn      | Legenda niveautijdlijn      | Legenda niveautijdlijn    | Legenda niveautijdlijn |
| Liga                   | Seizoen 1963/64 t/m 1973/74 | Seizoen 1974/75 t/m 1993/94 | Seizoen 1994/95 t/m 2007/08 | Seizoen 2008/09 tot heden | Opmerking              |
| ---------------------- | --------------------------- | --------------------------- | --------------------------- | ------------------------- | ---------------------- |
| Bundesliga             | Niveau I                    | Niveau I                    | Niveau I                    | Niveau I                  |                        |
| 2. Bundesliga          | --                          | Niveau II                   | Niveau II                   | Niveau II                 |                        |
| 3. Liga                | --                          | --                          | --                          | Niveau III                |                        |
| Regionalliga           | Niveau II                   | --                          | Niveau III                  | Niveau IV                 |                        |
| Oberliga               | --                          | Niveau III *                | Niveau IV                   | Niveau V                  | * vanaf 1978/79        |

### Hoffenheim in Europa
Hieronder staan de competities en in welke seizoenen de club deelnam:
- UEFA Champions League (2x)

2017/18, 2018/19
- UEFA Europa League (3x)

2017/18, 2020/21, 2024/25
UEFA Club Ranking: 98 (26-08-2024)
TSG 1899 Hoffenheim speelt sinds 2017 wedstrijden in Europese competities. Hieronder volgt een overzicht van de gespeelde wedstrijden per seizoen.
Uitslagen vanuit gezichtspunt Hoffenheim
| Seizoen                                                     | Competitie       | Ronde        | Land                | Club                 | Totaalscore | 1e W     | 2e W    | PUC  |
| ----------------------------------------------------------- | ---------------- | ------------ | ------------------- | -------------------- | ----------- | -------- | ------- | ---- |
| 2017/18                                                     | Champions League | PO           | Vlag van Engeland   | Liverpool FC         | 3-6         | 1-2 (T)  | 2-4 (U) | 4.0  |
| 2017/18                                                     | Europa League    | Groep C      | Vlag van Turkije    | Istanbul Başakşehir  | 4-2         | 3-1 (T)  | 1-1 (U) | 4.0  |
|                                                             |                  | Groep C      | Vlag van Portugal   | SC Braga             | 2-5         | 1-2 (T)  | 1-3 (U) | 4.0  |
|                                                             |                  | Groep C      | Vlag van Bulgarije  | PFK Ludogorets       | 1-3         | 1-1 (T)  | 1-2 (U) | 4.0  |
| 2018/19                                                     | Champions League | Groep F      | Vlag van Engeland   | Manchester City FC   | 2-4         | 1-2 (T)  | 1-2 (U) | 7.0  |
|                                                             |                  | Groep F      | Vlag van Frankrijk  | Olympique Lyonnais   | 5-5         | 3-3 (T)  | 2-2 (U) | 7.0  |
|                                                             |                  | Groep F      | Vlag van Oekraïne   | Sjachtar Donetsk     | 2-5         | 2-3 (T)  | 2-2 (U) | 7.0  |
| 2020/21                                                     | Europa League    | Groep L      | Vlag van België     | AA Gent              | 8-2         | 4-1 (U)  | 4-1 (T) | 12.0 |
|                                                             |                  | Groep L      | Vlag van Servië     | Rode Ster Belgrado   | 2-0         | 2-0 (T)  | 0-0 (U) | 12.0 |
|                                                             |                  | Groep L (1e) | Vlag van Tsjechië   | FC Slovan Liberec    | 7-0         | 5-0 (T)  | 2-0 (U) | 12.0 |
|                                                             |                  | 2R           | Vlag van Noorwegen  | Molde FK             | 3-5         | 3-3 (U*) | 0-2 (T) | 12.0 |
| 2024/25                                                     | Europa League    | Competitie   | Vlag van Denemarken | FC Midtjylland       | 1-1         | 1-1 (U)  | 1-1 (U) | 7.0  |
|                                                             |                  | Competitie   | Vlag van Oekraïne   | FC Dynamo Kiev       | 2-0         | 2-0 (T)  | 2-0 (T) | 7.0  |
|                                                             |                  | Competitie   | Vlag van Portugal   | FC Porto             | 0-2         | 0-2 (U)  | 0-2 (U) | 7.0  |
|                                                             |                  | Competitie   | Vlag van Frankrijk  | Olympique Lyonnais   | 2-2         | 2-2 (T)  | 2-2 (T) | 7.0  |
|                                                             |                  | Competitie   | Vlag van Portugal   | SC Braga             | 0-3         | 0-3 (U)  | 0-3 (U) | 7.0  |
|                                                             |                  | Competitie   | Vlag van Roemenië   | FCSB                 | 0-0         | 0-0 (T)  | 0-0 (T) | 7.0  |
|                                                             |                  | Competitie   | Vlag van Engeland   | Tottenham Hotspur FC | 2-3         | 2-3 (T)  | 2-3 (T) | 7.0  |
|                                                             |                  | Competitie   | Vlag van België     | RSC Anderlecht       | 4-3         | 4-3 (U)  | 4-3 (U) | 7.0  |
| Totaal aantal behaalde punten voor UEFA coëfficiënten: 30.0 |                  |              |                     |                      |             |          |         |      |

* Vanwege de Corona-Pandemie gold een inreisverbod voor niet-Noren. De uitwedstrijd tegen Molde FK werd daarom in Villarreal gespeeld.
- Deelnemers UEFA-toernooien Duitsland
- Ranglijst van alle clubs die in de diverse Europa Cups zijn uitgekomen

## Bekende (oud-)Hoffe

### Spelers
- David Alaba
- Angeliño
- Demba Ba
- Ryan Babel
- Oliver Baumann
- Andreas Beck
- Edson Braafheid
- Koen Casteels
- Igor De Camargo
- Roberto Firmino
- Heurelho Gomes
- Luiz Gustavo
- Timo Hildebrand
- Andrej Kramarić
- David Raum
- Sebastian Rudy
- Sejad Salihović
- Nico Schulz
- Gylfi Sigurðsson
- Tim Wiese

#### Records
Top-5 meest gespeelde wedstrijden
| Nr. | Land                  | Naam            | Positie      | Periode               | Aantal |
| --- | --------------------- | --------------- | ------------ | --------------------- | ------ |
| 1.  | Duitsland             | Oliver Baumann  | Doelman      | 2014-heden            | 403 *) |
| 2.  | Duitsland             | Sebastian Rudy  | Middenvelder | 2010-2017 / 2019-2023 | 327    |
| 3.  | Kroatië               | Andrej Kramarić | Middenvelder | 2015-heden            | 325 *) |
| 4.  | Tsjechië              | Pavel Kaderabek | Verdediger   | 2015-heden            | 287 *) |
| 5.  | Bosnië en Herzegovina | Sejad Salihović | Middenvelder | 2006-2014             | 249    |

Top-5 doelpuntenmakers
| Nr. | Land                  | Naam            | Periode    | Aantal |
| --- | --------------------- | --------------- | ---------- | ------ |
| 1.  | Kroatië               | Andrej Kramarić | 2016-heden | 143 *) |
| 2.  | Bosnië en Herzegovina | Sejad Salihović | 2006-2014  | 67     |
| 3.  | Bosnië en Herzegovina | Vedad Ibišević  | 2007-2012  | 54     |
| 4.  | Brazilië              | Roberto Firmino | 2011-2015  | 49     |
| 5.  | Duitsland             | Thomas Ollhoff  | 2002-2005  | 42     |

- t/m 20-05-2024

### Trainers
- Hans-Dieter Flick
- Markus Gisdol
- Julian Nagelsmann
- Ralf Rangnick
- Alfred Schreuder